# Вежа-кокон
Mode Gakuen Cocoon Tower (モード学園コクーンタワー) — хмарочос в Сіндзюку, Токіо, Японія. В будівлі розташовано 3 освітніх заклади: Tokyo Mode Gakuen (коледж моди), HAL Tokyo (коледж інформаційних технологій та дизайну) та Shuto Ikō (медичний коледж). Висота будівлі становить 204 метри, 50 поверхів і на сьогодні є другою за висотою освітнім закладом у світі, та 17 за висотою хмарочосом в Токіо. Будівництво велося з 2006 по 2008 рік.
У 2008 році хмарочос отримав титул "Хмарочос року" від Emporis.com.

## Галерея

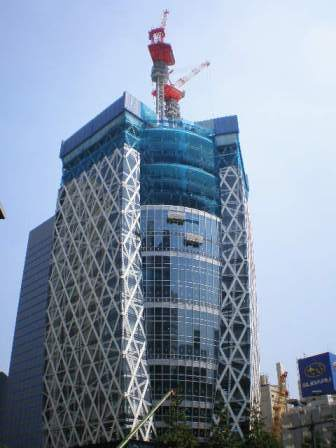
Серпень 2007
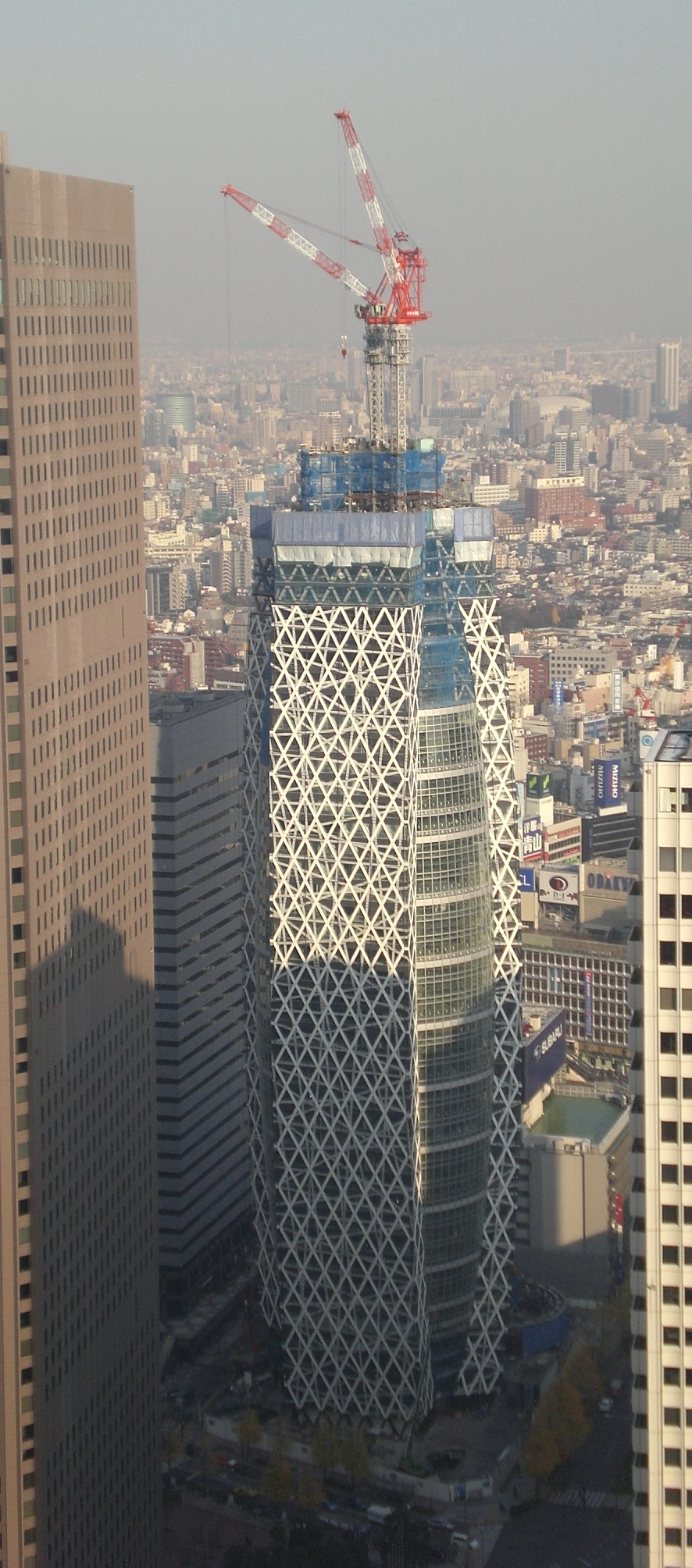
Грудень 2007
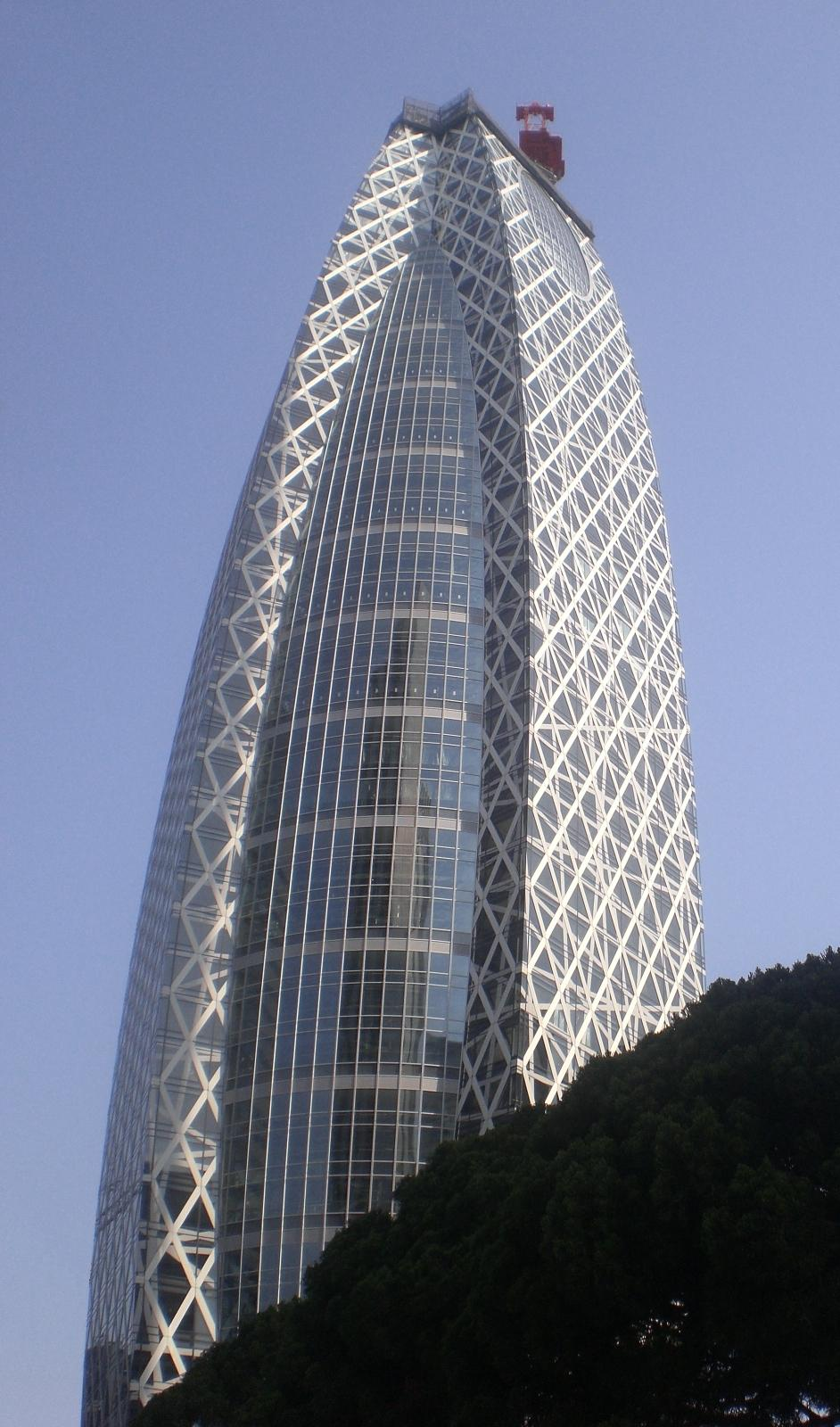
Квітень 2008
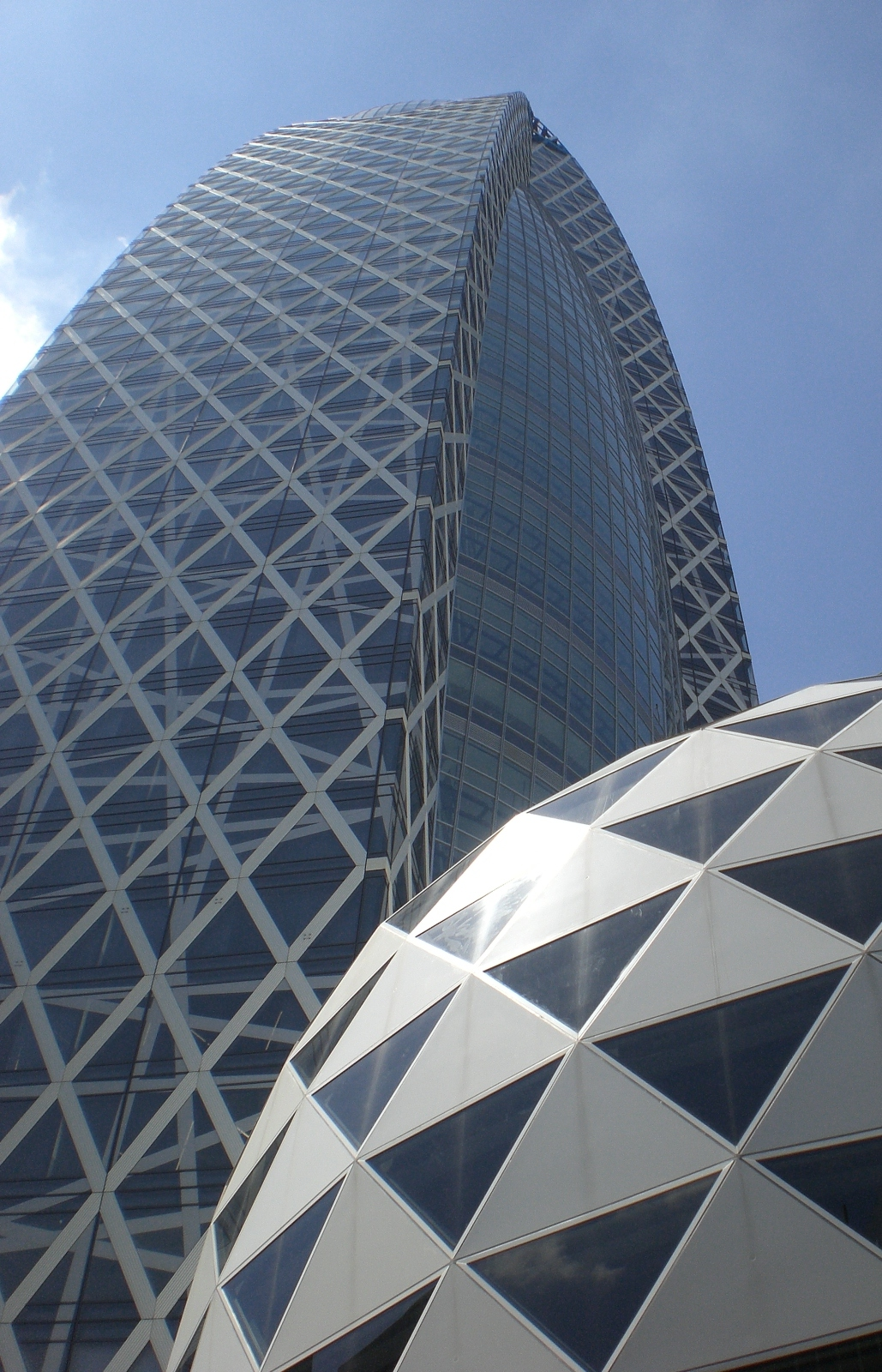
Серпень 2008